# Lethenteron
Lethenteron is een geslacht van kaakloze vissen uit de  familie van de prikken (Petromyzontidae).

## Soorten
- Lethenteron alaskense Vladykov & Kott, 1978
- Lethenteron appendix (DeKay, 1842)
- Lethenteron camtschaticum (Tilesius, 1811)
- Lethenteron kessleri (Anikin, 1905)
- Lethenteron mitsukurii (Hatta, 1901)
- Lethenteron ninae Naseka, Tuniyev & Renaud, 2009
- Lethenteron reissneri (Dybowski, 1869)